# Iris Schmidbauer
Iris Schmidbauer, född 11 april 1995 i Puchheim, är en tysk simhoppare som tävlar i höghoppning. 

## Karriär
I juli 2017 vid VM i Budapest slutade Schmidbauer på 10:e plats i damernas höghoppning från 20 meters plattform. I juli 2019 vid VM i Gwangju slutade hon på åttonde plats i samma gren. Under 2019 slutade Schmidbauer även på åttonde plats i Red Bull Cliff Diving World Series.
I augusti 2022 vid EM i Rom tog Schmidbauer det första EM-guldet genom tiderna i damernas höghoppning från 20 meters plattform.